# Bataille de Moutiers-les-Mauxfaits (24 septembre 1794)
Pour les articles homonymes, voir Bataille de Moutiers-les-Mauxfaits.
Guerre de Vendée
Batailles
La Bataille de Moutiers-les-Mauxfaits se déroule le 24 septembre 1794, lors de la guerre de Vendée.

## Prélude
Après sa victoire à la bataille de Fréligné, François Athanase Charette de La Contrie décide de tourner ses forces contre le bourg patriote de Moutiers-les-Mauxfaits,. Il rejoint alors la division du Tablier, commandée par Joseph Claude Saignard de Saint-Pal, un chef local au tempérament irascible entretenant des relations difficiles avec Jean-Baptiste Joly et ayant livré des combats avec désavantage contre les républicains dans son pays.

## Forces en présence
Le camp militaire de Moutiers-les-Mauxfaits est peu fortifié, contrairement à ceux de la Rouillère et de Fréligné,,. Il n'a été installé que quelques jours plus tôt afin de protéger l'enlèvement des récoltes. 
D'après le général républicain Michel de Beaupuy, le détachement chargé de sa défense ne compte que 800 hommes, tandis que les royalistes sont estimés à 3 000 hommes,. L'armateur sablais Collinet rapporte quant à lui dans son journal que 2 000 fantassins vendéens menés par Charette et Saint-Pal ont été signalés à La Chaize-le-Vicomte deux jours avant l'attaque.
Les troupes républicaines sont issues du 4e bataillon de volontaires du Puy-de-Dôme, du 4e bataillon de volontaires de la Vienne et du 5e bataillon de volontaires de la Marne,. La cavalerie est formée par des détachements des 10e et 15e régiments de chasseurs à cheval,.

## Déroulement
Le 24 septembre, les forces de Charette et Saint-Pal paraissent devant Moutiers-les-Mauxfaits. Selon les sources royalistes, les Vendéens attaquent sur une colonne avec la cavalerie sur leur flanc gauche, tandis que les rapports républicains affirment qu'ils se présentent avec trois colonnes.
Un détachement républicain se porte à la rencontre des Vendéens et ouvre le feu, leur tuant quelques hommes. Une charge de cavalerie fait ensuite refluer l'avant-garde royaliste. Le gros de l'armée de Charette se présente alors. Le détachement républicain est chargé à son tour par la cavalerie vendéenne et recule. 
Constatant bientôt la supériorité numérique de leurs ennemis, les républicains abandonnent le combat et battent en retraite en bon ordre. Ils se replient sur Saint-Cyr-en-Talmondais, distant de deux lieues.

## Pertes
D'après Pierre-Suzanne Lucas de La Championnière, suivi par Le Bouvier-Desmortiers, seule une soixantaine de soldats républicains parviennent à s'enfuir,. Cependant ce bilan est contesté par l'historien Lionel Dumarcet : « Cela reviendrait à dire qu'il y eut 740 morts ! Les rapports républicains ne livrent aucun chiffre, mais ne donnent nullement l'impression d'une pareille hécatombe. La description sommaire du combat dans les deux camps laisse entendre qu'il se limita à quelques tués ».

## Conséquences
Après le combat, Charette ayant constaté que les troupes de Saint-Pal se sont bien battues, en déduit que leur manque de succès dans les affaires précédentes vient d'un problème de commandement. Saint-Pal est alors destitué et remplacé par Le Moëlle. Vexé, Saint-Pal réclame le conseil de guerre, mais Charette n'accède pas à sa requête et le nomme à la fonction très subalterne d'inspecteur de division.
Par la même occasion, Charette confirme Couëtus comme général en second de l'armée, mais estimant que ce dernier se montre trop discret, il lui retire le commandement de la division de Saint-Philbert-de-Grand-Lieu, qu'il remet à Hyacinthe Hervouët de La Robrie.
Charette regagne ensuite son quartier-général à Belleville-sur-Vie avec son armée.